# 上海日報
上海日報（シャンハイにっぽう）は文匯新民連合報業集団の発行する中国の英語新聞（英名はShanghai Daily）。1999年10月1日に創刊。
なお、清末から中華民国時代には、同名の日本語新聞「上海日報」が発刊されていた（1904年3月創刊、初代社主・中原安太郞、次代社主・井手三郞）。